# ريتا كوربن
ريتا كوربن (بالإنجليزية: Rita Corbin)‏ هي فنانة أمريكية، ولدت في 21 مايو 1930 في إنديانابوليس في الولايات المتحدة، وتوفيت في 17 نوفمبر 2011.